# Одесос (район)
Район „Одесос“ е един от районите на община Варна с население 83 228 души, определен от XXXVII народно събрание на 12 юли 1995 г. според Закона за териториалното деление на Столичната община и големите градове. Преди 10 ноември 1989 г. районът се нарича кметство „Варненска комуна“
Разположен е в централната част на Варна и включва центъра на града, кв. Христо Ботев, кв. Максуда, кв. Тракия, кв. Колхозен пазар, Гръцкия квартал, ж.к. Пристанище, ж.к. Батак и ж.к. Ж.П. Гара. Намира се в историческата част на морската столица и в него постоянно се откриват исторически находки. Районът е известен със своите археологически и културни паметници, като Римските терми, най-старите черкви в региона „Св. Богородица“, „Св. Атанасий“ и морския храм „Св. Никола“, Катедралния храм „Успение Богородично“, както и шест музея: Варненски археологически музей, Военноморски музей, Къща-музей на Георги Велчев, Музей за нова история на Варна, Музей на Възраждането и Етнографски музей. Сред културните забележителности на района са и Военният клуб и Фестивалният и конгресен център, Варненската опера и театър, както и Кукленият театър.
В района са построени множество основни училища и няколко гимназии, сред които Хуманитарна гимназия „Константин Преславски“, Природоматематическа гимназия и Средно училище по изкуствата. На територията му се намират няколко поликлиники и Първа градска болница.
В него са седалищата на Варненската и преславска митрополия, община Варна, Областната управа, Регионалната дирекция на полицията, Българския военноморски флот и Адмиралтейството, както и на Българския морски флот.